# Sernhac
Sernhac är en kommun i departementet Gard i regionen Occitanien i södra Frankrike. Kommunen ligger i kantonen Aramon som tillhör arrondissementet Nîmes. År 2022 hade Sernhac 1 816 invånare.

## Befolkningsutveckling
Antalet invånare i kommunen Sernhac
Referens:INSEE